# Martina Navratilova
Martina Navratilova (in ceha: Martina Navrátilová) (n. 18 octombrie 1956, Praga, Cehoslovacia) este o fostă jucătoare de tenis, fostă numărul 1 WTA (Mondial). Este considerată una dintre cele mai bune jucătoare de tenis din toate timpurile.
A câștigat turneul Wimbledon în 1979.

## Performanțe
- 1974, campioană la Roland Garos la dublu mixt în cuplu cu I. Molina
- 1975, campioană la Roland Garos la dublu feminin în cuplu cu Chris Evert
- 1977, campioană la turneul de la Forest Hills la dublu feminin în cuplu cu Betty Stöve
- 1978, campioană la turneul de la Wimbledon  la simplu feminin
- 1978, campioană la turneul de la Forest Hills la dublu feminin în cuplu cu Billie Jean King